# Пионер (списание)
Вижте пояснителната страница за други значения на Пионер.
„Пионер“ (Rahvira) е месечно педагогическо списание, орган на Дружеството на арменските учители в България.
Списанието излиза от септември 1906 до март 1908 г. в Шумен в печатница „Аветаранян“, а от март 1907 г. в Пловдив в печатниците „Размиг“ и „Търговска“.
Редакторският колектив се състои от С. Абазаян, Коркина, Гран, С. Хинтлян, М. X. Кулаксъзян. Г. Бионян. Отговорен редактор е А. Ишханян, а от ноември 1906 г. – А. Беделян.